# Heinrich Frings (Unternehmen)

Firmenlogo

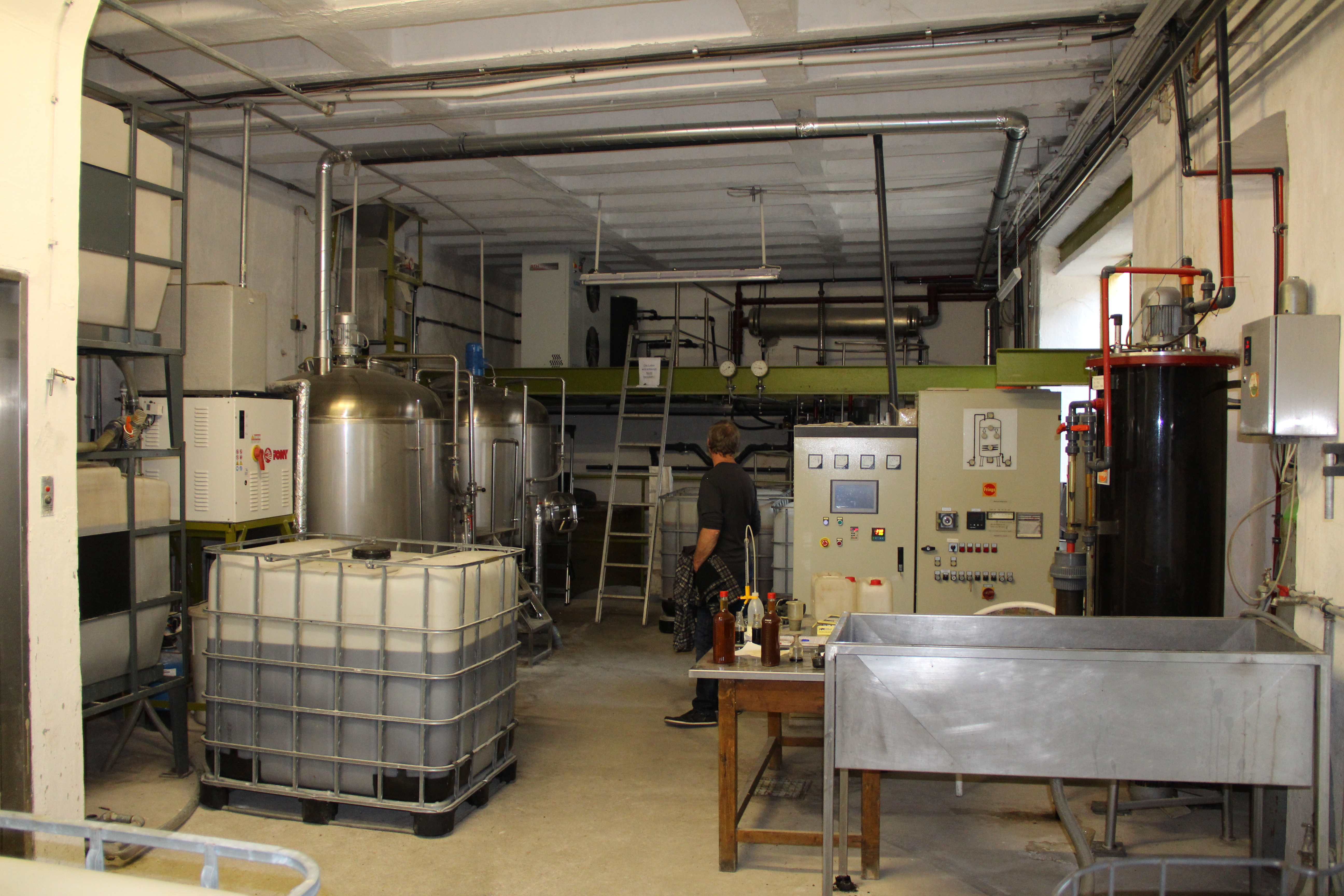
Ganz rechts ein vollautomatisierter Fermenter der Firma Heinrich Frings.

Die Heinrich Frings GmbH & Co. KG wurde 1878 in Bonn gegründet. Die Firma ist Weltmarktführer für automatisierte Anlagen zur Essigherstellung.
Als international agierendes Maschinen- und Anlagenbauunternehmen für aerobe Fermentationsanlagen ist es unter anderem in den Bereichen Essigtechnologie, allgemeine Lebensmittel/Getränketechnologie, Biotechnologie, Chemietechnik und Umwelttechnologie tätig.
Durch die Entwicklung von Fermentern mit intensiver Belüftung zur Sauerstoffversorgung wurde es 1953 möglich, Essig wesentlich effektiver in einer Submersfermentation herzustellen, bei der die Essigmutter in der Flüssigkeit verteilt ist. Dies war der entscheidende Schritt in der Firmengeschichte. 2017 erfolgte ein Umzug von Bonn nach Rheinbach um einem wachsenden Platzbedarf Rechnung zu tragen.